# Campionati europei di judo 2021
I campionati europei di judo 2021 sono stati la 70ª edizione della competizione organizzata dalla European Judo Union. Si sono svolti dal 16 al 18 aprile 2021 alla Arena Altice di Lisbona, in Portogallo.

## Partecipanti
Hanno preso parte alla competizione 359 judoka in rappresentanza di 45 differenti federazioni nazionali, di cui 210 maschi e 149 donne.
- Armenia (1)
- Austria (8)
- Azerbaigian (9)
- Bielorussia (5)
- Belgio (10)
- Bosnia ed Erzegovina (2)
- Bulgaria (5)
- Croazia (10)
- Cipro (3)
- Rep. Ceca (6)
- Danimarca (2)
- Estonia (3)
- Finlandia (6)
- Francia (18)
- Georgia (14)
- Germania (18)
- Grecia (5)
- Ungheria (11)
- Islanda (2)
- Irlanda (2)
- Israele (13)
- Italia (17)
- Kosovo (6)
- Lettonia (2)
- Liechtenstein (1)
- Lituania (1)
- Lussemburgo (1)
- Malta (2)
- Moldavia (8)
- Monaco (2)
- Montenegro (4)
- Paesi Bassi (13)
- Polonia (16)
- Portogallo (18)
- Romania (14)
- Russia (18)
- San Marino (1)
- Serbia (11)
- Slovacchia (6)
- Slovenia (13)
- Spagna (18)
- Svezia (4)
- Svizzera (4)
- Turchia (14)
- Ucraina (12)

## Podi

### Uomini
| Evento             | Oro                      | Argento                     | Bronzo                   |
| 60 kg (dettagli)   | Francisco Garrigós (ESP) | Luka Mkheidze (FRA)         | Jago Abuladze (RUS)      |
| 60 kg (dettagli)   | Francisco Garrigós (ESP) | Luka Mkheidze (FRA)         | Karamat Huseynov (AZE)   |
| 66 kg (dettagli)   | Manuel Lombardo (ITA)    | Vazha Margvelashvili (GEO)  | João Crisóstomo (PRT)    |
| 66 kg (dettagli)   | Manuel Lombardo (ITA)    | Vazha Margvelashvili (GEO)  | Alberto Gaitero (ESP)    |
| 73 kg (dettagli)   | Akil Gjakova (KOS)       | Tohar Butbul (ISR)          | Nils Stump (SUI)         |
| 73 kg (dettagli)   | Akil Gjakova (KOS)       | Tohar Butbul (ISR)          | Musa Moguškov (RUS)      |
| 81 kg (dettagli)   | Vedat Albayrak (TUR)     | Matthias Casse (BEL)        | Christian Parlati (ITA)  |
| 81 kg (dettagli)   | Vedat Albayrak (TUR)     | Matthias Casse (BEL)        | Sagi Muki (ISR)          |
| 90 kg (dettagli)   | Lasha Bekauri (GEO)      | Beka Ghviniashvili (GEO)    | Michail Igol'nikov (RUS) |
| 90 kg (dettagli)   | Lasha Bekauri (GEO)      | Beka Ghviniashvili (GEO)    | Krisztián Tóth (HUN)     |
| 100 kg (dettagli)  | Toma Nikiforov (BEL)     | Varlam Lip'art'eliani (GEO) | Alexandre Iddir (FRA)    |
| 100 kg (dettagli)  | Toma Nikiforov (BEL)     | Varlam Lip'art'eliani (GEO) | Zelym Kotsoiev (AZE)     |
| +100 kg (dettagli) | Inal Tasoev (RUS)        | Henk Grol (NLD)             | Guram Tushishvili (GEO)  |
| +100 kg (dettagli) | Inal Tasoev (RUS)        | Henk Grol (NLD)             | Lukáš Krpálek (CZE)      |

### Donne
| Evento            | Oro                    | Argento                | Bronzo                     |
| 48 kg (dettagli)  | Distria Krasniqi (KOS) | Dar"ja Bilodid (UKR)   | Mélanie Clément (FRA)      |
| 48 kg (dettagli)  | Distria Krasniqi (KOS) | Dar"ja Bilodid (UKR)   | Sabina Giljazova (RUS)     |
| 52 kg (dettagli)  | Amandine Buchard (FRA) | Odette Giuffrida (ITA) | Gefen Primo (ISR)          |
| 52 kg (dettagli)  | Amandine Buchard (FRA) | Odette Giuffrida (ITA) | Réka Pupp (HUN)            |
| 57 kg (dettagli)  | Telma Monteiro (PRT)   | Kaja Kajzer (SLO)      | Sarah-Léonie Cysique (FRA) |
| 57 kg (dettagli)  | Telma Monteiro (PRT)   | Kaja Kajzer (SLO)      | Nora Gjakova (KOS)         |
| 63 kg (dettagli)  | Tina Trstenjak (SLO)   | Dar'ja Davydova (RUS)  | Andreja Leški (SLO)        |
| 63 kg (dettagli)  | Tina Trstenjak (SLO)   | Dar'ja Davydova (RUS)  | Sanne Vermeer (NLD)        |
| 70 kg (dettagli)  | Sanne van Dijke (NLD)  | Margaux Pinot (FRA)    | Madina Tajmazova (RUS)     |
| 70 kg (dettagli)  | Sanne van Dijke (NLD)  | Margaux Pinot (FRA)    | Bárbara Timo (PRT)         |
| 78 kg (dettagli)  | Beata Pacut (POL)      | Guusje Steenhuis (NLD) | Fanny Posvite (FRA)        |
| 78 kg (dettagli)  | Beata Pacut (POL)      | Guusje Steenhuis (NLD) | Bernadette Graf (AUT)      |
| +78 kg (dettagli) | Kayra Sayıt (TUR)      | Léa Fontaine (FRA)     | Maryna Sluckaja (BLR)      |
| +78 kg (dettagli) | Kayra Sayıt (TUR)      | Léa Fontaine (FRA)     | Rochele Nunes (PRT)        |

## Medagliere
| Pos.   | Paese       | Oro | Argento | Bronzo | Totale |
| ------ | ----------- | --- | ------- | ------ | ------ |
| 1      | Kosovo      | 2   | 0       | 1      | 3      |
| 2      | Turchia     | 2   | 0       | 0      | 2      |
| 3      | Francia     | 1   | 3       | 4      | 8      |
| 4      | Georgia     | 1   | 3       | 1      | 5      |
| 5      | Paesi Bassi | 1   | 2       | 1      | 4      |
| 6      | Russia      | 1   | 1       | 5      | 7      |
| 7      | Italia      | 1   | 1       | 1      | 3      |
| 7      | Slovenia    | 1   | 1       | 1      | 3      |
| 9      | Belgio      | 1   | 1       | 0      | 2      |
| 10     | Portogallo  | 1   | 0       | 3      | 4      |
| 11     | Spagna      | 1   | 0       | 1      | 2      |
| 12     | Polonia     | 1   | 0       | 0      | 1      |
| 13     | Israele     | 0   | 1       | 2      | 3      |
| 14     | Ucraina     | 0   | 1       | 0      | 1      |
| 15     | Azerbaigian | 0   | 0       | 2      | 2      |
| 15     | Ungheria    | 0   | 0       | 2      | 2      |
| 17     | Austria     | 0   | 0       | 1      | 1      |
| 17     | Bielorussia | 0   | 0       | 1      | 1      |
| 17     | Rep. Ceca   | 0   | 0       | 1      | 1      |
| 17     | Svizzera    | 0   | 0       | 1      | 1      |
| Totale | Totale      | 14  | 14      | 28     | 56     |